# The Apparition
Pour les articles homonymes, voir Apparition.
Pour plus de détails, voir Fiche technique et Distribution.
The Apparition est un film américain réalisé par Todd Lincoln, sorti en 2012.

## Synopsis
Quatre étudiants recréent une expérience parapsychologique des années 1970 et éveillent une présence surnaturelle.

## Fiche technique
- Titre : The Apparition
- Réalisation : Todd Lincoln
- Scénario : Todd Lincoln
- Musique : tomandandy
- Photographie : Daniel Pearl
- Montage : Jeff Betancourt, Tom Elkins et Harold Parker
- Production : Alex Heineman, Andrew Rona et Joel Silver
- Société de production : Dark Castle Entertainment, Studiocanal et Studio Babelsberg
- Société de distribution : Warner Bros. (États-Unis)
- Pays :  États-Unis et  Allemagne
- Genre : Horreur et fantastique
- Durée : 83 minutes
- Dates de sortie : 
  -  États-Unis : 24 août 2012

## Distribution
- Ashley Greene : Kelly
- Sebastian Stan : Ben
- Tom Felton : Patrick
- Julianna Guill : Lydia
- Luke Pasqualino : Greg
- Rick Gomez : Mike
- Anna Clark : Maggie

## Accueil
Le film a reçu un accueil très défavorable de la critique. Il obtient un score moyen de 18 % sur Metacritic.